# Иван Дмитриевич Руно
Иван Дмитриевич Руно — московский воевода XV века, боярин. Участник междоусобной войны на стороне великого князя Василия II Тёмного против Дмитрия Шемяки и Русско-казанской войны 1467—1469 годов.
В 1446 году в числе других детей боярских принимал участие в освобождении Василия II из плена. Два года спустя, в ответ на предыдущие набеги на Кострому и Муром, участвовал в победоносном походе против казанских татар на Каму и Вятку. В 1469 году, вопреки решению Ивана III, во главе небольшого отряда самовольно пошёл под Казань «искать ратной чести». Разорил городские предместья, захватив богатую добычу и освободив множество русских невольников. При отходе был настигнут главными силами казанского хана Ибрагима, но, соединившись с войском Константина Беззубцева, разгромил его. Благополучно вернулся в Нижний Новгород, где ему, однако, пришлось защищаться от обвинений в измене.
В 1478 году состоял приставом при московском посольстве в Новгороде. Был богатым землевладельцем по реки Соти.

## См.также
- Русско-казанские войны
- Первая Казань